# Institut de l'Arctique et de l'Antarctique
L'Institut de l'Arctique et de l'Antarctique, ou IAA (russe : Арктический и антарктический научно-исследовательский институт, en abrégé ААНИИ) est le plus ancien et le plus grand institut de recherche de Russie dans le domaine de l'étude de l'Arctique et de l'Antarctique. Fondé en 1920 sous l'impulsion de Lénine, il est situé à Saint-Pétersbourg. 

## Description
L'IAA a de nombreux départements, tels l'océanographie, la glaciologie, la météorologie, l'hydrologie de l'embouchure dans l'Arctique des rivières et des autres sources d'eau, la géophysique, la géographie polaire etc. Il dispose également de son propre centre informatique, d'un laboratoire de recherche expérimentale sur la glace, d'ateliers et d'un musée (musée de l'Arctique et de l'Antarctique). 
Des scientifiques, tels Alexandre Karpinski, Alexandre Fersman, Iouli Chokalski, Nikolaï Knipovitch, Lev Berg, Otto Schmidt, Rudolf Samoïlovitch (en), Vladimir Wiese, Nikolaï Zoubov, Piotr Chirchov, Nikolaï Ourvantsev (en), Nina Demme et Yakov Gakkel ont tous apporté leur contribution aux travaux de l'IAA.
Tout au long de son histoire, l'IAA a organisé plus d'un millier d'expéditions dans l'Arctique, y compris des dizaines en haute latitude par avion, qui a transporté plusieurs stations dérivantes habitées Severny Polious (Северный полюс, ou « pôle Nord ») au centre de l'Arctique. 